# Jogos da Comunidade Britânica de 1974
Os Jogos da Comunidade Britânica de 1974  foram realizados em Christchurch, Nova Zelândia, entre 24 de janeiro e 2 de fevereiro.
A cidade de Christchurch, que havia perdido a eleição para os Jogos de 1970, venceu a cidade de Melbourne, por 36 votos contra apenas dois da cidade australiana.

## Modalidades
- Atletismo
- Badminton
- Boxe
- Ciclismo
- Halterofilismo
- Lawn Bowls
- Lutas
- Natação
- Saltos ornamentais
- Tiro

## Países participantes

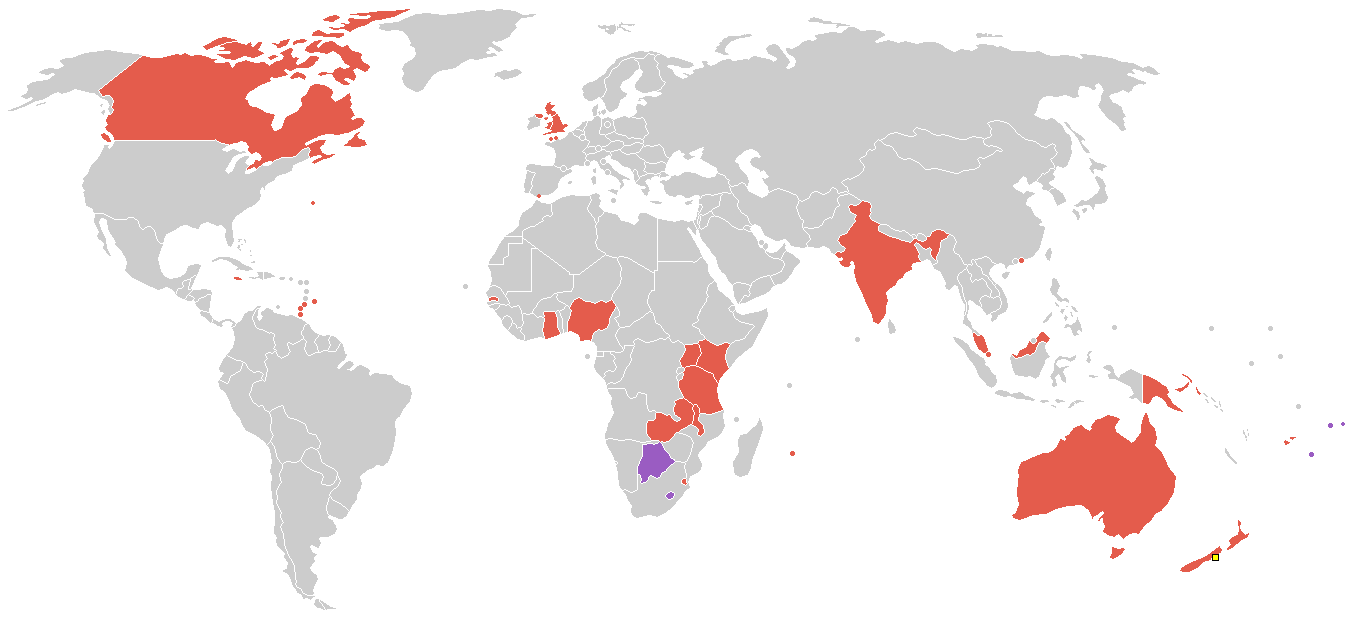
Países participantes.

| - Austrália - Barbados - Bermuda - Botswana - Canadá - Escócia - Fiji - Gâmbia - Gana - Gibraltar - Guernsey - Granada - Hong Kong |  | - Ilha de Man - Ilhas Cook - Índia - Inglaterra - Irlanda do Norte - Jamaica - Jérsei - Lesoto - Malawi - Malásia - Ilhas Maurícias - Nigéria - Nova Zelândia |  | - País de Gales - Papua-Nova Guiné - Quênia - São Vicente - Samoa Ocidental - Singapura - Essuatíni - Tanzânia - Tonga - Trinidad e Tobago - Uganda - Zâmbia |

## Medalhistas
| Ordem | País              | Medalha de ouro | Medalha de prata | Medalha de bronze | Total |
| ----- | ----------------- | --------------- | ---------------- | ----------------- | ----- |
| 1     | Austrália         | 29              | 28               | 25                | 82    |
| 2     | Inglaterra        | 28              | 31               | 21                | 80    |
| 3     | Canadá            | 25              | 19               | 18                | 62    |
| 4     | Nova Zelândia     | 9               | 8                | 18                | 35    |
| 5     | Quênia            | 7               | 2                | 9                 | 18    |
| 6     | Índia             | 4               | 8                | 3                 | 15    |
| 7     | Escócia           | 3               | 5                | 11                | 19    |
| 8     | Nigéria           | 3               | 3                | 4                 | 10    |
| 9     | Irlanda do Norte  | 3               | 1                | 2                 | 6     |
| 10    | Uganda            | 2               | 4                | 3                 | 9     |
| 11    | Jamaica           | 2               | 1                | 0                 | 3     |
| 12    | País de Gales     | 1               | 5                | 4                 | 10    |
| 13    | Gana              | 1               | 3                | 5                 | 9     |
| 14    | Zâmbia            | 1               | 1                | 1                 | 3     |
| 15    | Malásia           | 1               | 0                | 3                 | 4     |
| 16    | Tanzânia          | 1               | 0                | 1                 | 2     |
| 17    | São Vicente       | 1               | 0                | 0                 | 1     |
| 18    | Trinidad e Tobago | 0               | 1                | 1                 | 2     |
| 18    | Samoa             | 0               | 1                | 1                 | 2     |
| 20    | Singapura         | 0               | 0                | 1                 | 1     |
| 20    | Essuatíni         | 0               | 0                | 1                 | 1     |

     País sede destacado.